# 筑後福島駅
筑後福島駅（ちくごふくしまえき）は、かつて福岡県八女市大字本町にあった、日本国有鉄道（国鉄）矢部線の駅（廃駅）である。矢部線の開通と同時に開業した駅で、八女市の中心市街地（旧・福島町）の南端部に位置した。

## 歴史
- 1945年（昭和20年）12月26日：矢部線全線開通と同時に一般駅として開業[1]。
- 1971年（昭和46年）2月20日：業務委託駅となる[2][3]。
- 1978年（昭和53年）10月1日：貨物取り扱い廃止[1]。
- 1984年（昭和59年）2月1日：荷物取り扱い廃止[1]。
- 1985年（昭和60年）4月1日：矢部線全線廃止に伴い廃駅[1]。

## 駅構造
単式・島式の複合ホーム2面3線を有した駅であったが、駅舎に隣接する単式ホームのみが使用されていた。
開業時に建てられた木造駅舎が廃止まで残り、1971年（昭和46年）の業務委託後は、国鉄OBを含む7人の委託駅員が配置されていた。矢部線沿線の貨物取扱業務が福島駅に集約されてからは、缶詰やセメント、石灯籠などの貨物取り扱いも多い駅だった。

## 駅周辺
八女市および矢部線の中心駅で、高校生の乗り降りが多かった。
- 八女公園（北1.0 km） - 福島城跡。
- 岩戸山古墳（北3.0 km）
- 福岡県立福島高等学校 - 昭和40年代まで、駅と高校の間に通学バスがあった[3]。
- 福岡県立八女農業高等学校
- 八女津女子高等学校（現・八女学院中学校・高等学校）
- 西日本短期大学付属高等学校

## 現状

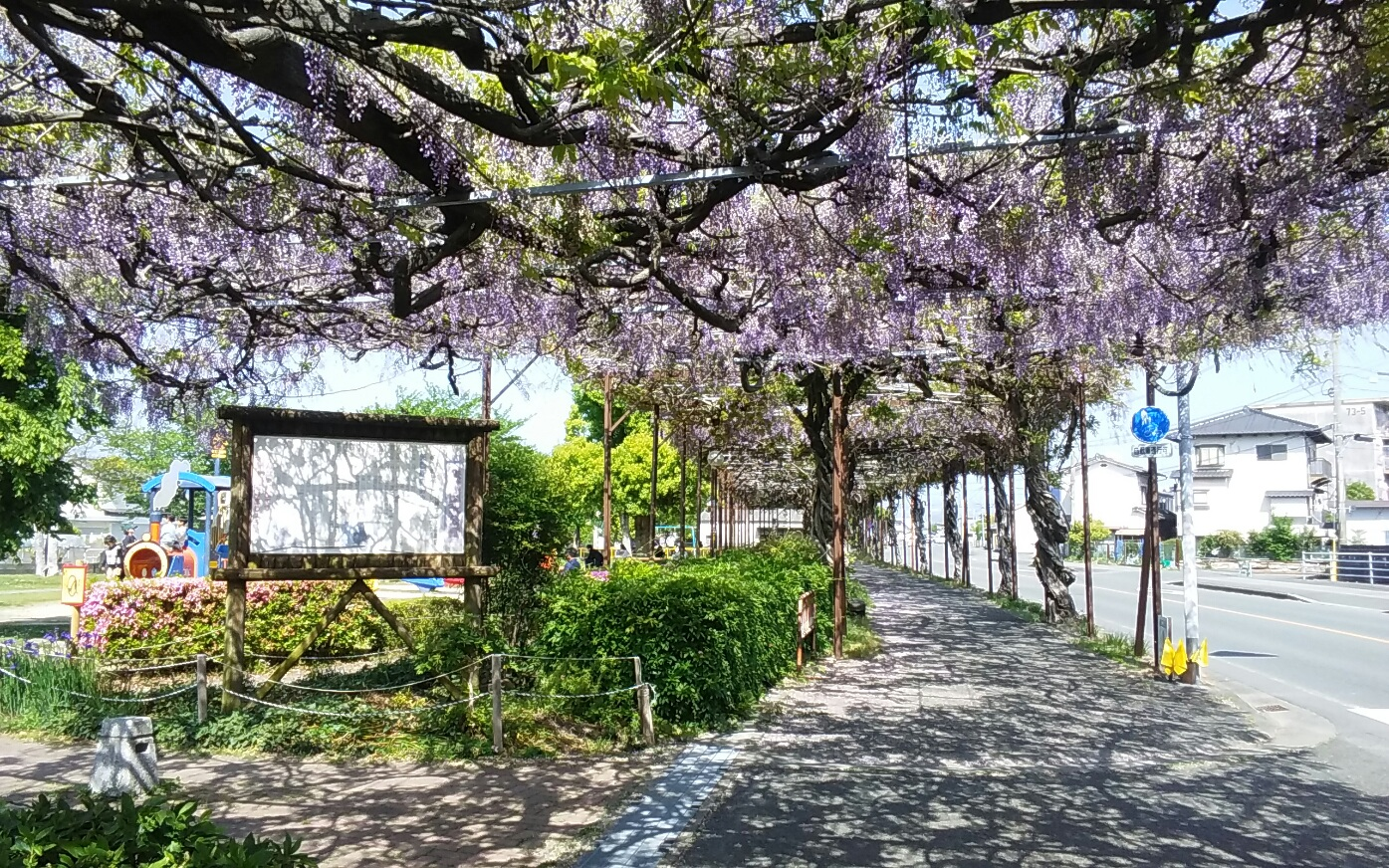
筑後福島駅近くの藤棚

矢部線の他の駅の痕跡が皆無に等しい中、この駅のみは公園として整備がなされ、線路の一部ならびに踏切跡が残されている。また近接する八女伝統工芸館内に筑後福島駅の記念品を展示するコーナーがある。2003年にはホームが残されていたが、2013年にはホームは撤去されていた。
公園内の倉庫として移設された駅舎には駅名標が掲げられ、公園の藤棚には廃レールが再利用されている。

## 隣の駅
日本国有鉄道
矢部線
蒲原駅 - 筑後福島駅 - 今古賀駅